# Waishengren
Mit Waishengren (wörtlich: „Menschen aus anderen Provinzen“, chinesisch 外省人, Pinyin Wàishěngrén, im Deutschen meist als „Festlandchinesen“ übersetzt) bezeichnet man in Taiwan die Bevölkerungsgruppe der Menschen, die nach dem Ende des Zweiten Weltkriegs, vor allem zwischen 1945 und 1949, vom chinesischen Festland nach Taiwan übersiedelten, sowie ihre Nachkommen, vor allem der ersten Generation.

## Ursprung des Begriffs
Der Begriff bezeichnet im Chinesischen Personen, die aus einer anderen Provinz stammten als der, in der sie sich gerade aufhalten. Nach dem Ende der 50 Jahre dauernden japanischen Herrschaft über Taiwan und der Eingliederung der Provinz Taiwan in die Republik China wurden die aus den anderen Provinzen der Republik stammenden Chinesen somit in Taiwan als Waishengren, „Menschen aus anderen Provinzen“ bezeichnet.

## Gesellschaftlich-politische Bedeutung auf Taiwan nach 1945

### Gegensatz zwischen Waishengren und Benshengren
Der eigentlich neutrale Begriff Waishengren erhielt durch die schon bald nach 1945 auftretenden Spannungen zwischen den vom chinesischen Festland kommenden Behörden und der taiwanischen Bevölkerung eine politische Dimension. Zwischen den Taiwanern, oder Benshengren (chinesisch: 本省人, „Menschen aus der hiesigen Provinz“), die die Festlandschinesen zunächst begeistert als Landsleute empfangen hatten, und den Waishengren kam es zu Spannungen und Konflikten, die im Zwischenfall vom 28. Februar 1947 gipfelten. Der anschließende, die gesamte Insel erfassende Volksaufstand wurde von der Kuomintang-Regierung gewaltsam niedergeschlagen, wobei zehntausende Taiwaner ums Leben kamen. Die Ereignisse von 1947 verfestigten den Gegensatz zwischen Waishengren und Benshengren und verursachten einen Riss zwischen den Bevölkerungsgruppen, der die taiwanische Gesellschaft teilweise bis heute beeinflusst.

### Während der Kuomintang-Diktatur
Nach der Niederlage der Kuomintang im Chinesischen Bürgerkrieg zog sich die Regierung der Republik China unter Chiang Kai-shek im Jahr 1949 nach Taiwan zurück. In ihrem Gefolge siedelten 1,5 bis 2 Millionen Festlandschinesen nach Taiwan über, größtenteils Angehörige der Armee. Sie machten damit etwa 10 % (2004) der Bevölkerung Taiwans aus. Mit der Verhängung des Kriegsrechts im selben Jahr begann eine jahrzehntelange diktatorische Regierung der Kuomintang, in der nahezu alle wichtigen gesellschaftlichen Positionen, etwa in den Bereichen Politik, Wissenschaft, Bildung, Wirtschaft, Armee, mit Waishengren besetzt wurden. Die lokalen Sprachen (Taiwanisch, Hakka, Sprachen der Ureinwohner) wurden aus den Medien und dem Bildungswesen verbannt, stattdessen das von den Waishengren nach Taiwan gebrachte Hochchinesische als alleiniger Standard festgelegt. Die (festland-)chinesische Kultur wurde erhöht, die lokale Kultur abgewertet und verdrängt. Alle diese Faktoren hatten zur Folge, dass die gesellschaftlichen Eliten während der Zeit der Diktatur zum überwiegenden Teil aus Waishengren bestand.
Die Unterscheidung der Bevölkerungsgruppen wurde dadurch erleichtert, dass auf den Personalausweisen und Haushaltsregistern jener Zeit neben dem tatsächlichen Geburtsort einer Person auch der Stammsitz seiner Großfamilie angegeben war, so dass selbst Bürger, die auf Taiwan aufgewachsen und geboren waren, als Waishengren identifizierbar blieben.
Nebeneffekt des Gegensatzes zwischen den Waishengren und Benshengren war, dass sich unter Ersteren, die ursprünglich aus den verschiedensten Gegenden Chinas stammten und keineswegs eine kulturelle Einheit bildeten, im Laufe der Zeit das Gefühl einer Schicksalsgemeinschaft entwickelte.

### Nach der Demokratisierung
Mit dem fortschreitenden Aussterben der ersten Generation, der zunehmenden Identifikation der zweiten und dritten Generation mit Taiwan sowie mit der Aufhebung des Kriegsrechts und der folgenden Demokratisierung nahm die gesellschaftliche Bedeutung des Begriffs Waishengren ab. Um weiterer Diskriminierung von Bevölkerungsgruppen entgegenzuwirken, wird seit 1990 auf neu ausgestellten Personaldokumenten der Stammsitz einer Person nicht mehr vermerkt.
Auch wenn sich die Konflikte zwischen den Bevölkerungsgruppen entschärft haben, sind Ressentiments, wie etwa Revanchegefühle älterer Taiwaner gegenüber den Waishengren, mitunter noch spürbar. In Bezug auf das heutige Taiwan wird der Begriff Waishengren zuweilen noch als Kategorie in demographischen Analysen verwendet.